# Barton (Maryland)
Barton és una població dels Estats Units a l'estat de Maryland. Segons el cens del 2000 tenia 478 habitants.

## Demografia
Segons el cens del 2000, Barton tenia 478 habitants, 200 habitatges, i 142 famílies. La densitat de població era de 838,9 habitants per km².
Dels 200 habitatges en un 28,5% hi vivien nens de menys de 18 anys, en un 55,5% hi vivien parelles casades, en un 11% dones solteres, i en un 29% no eren unitats familiars. En el 27,5% dels habitatges hi vivien persones soles el 16,5% de les quals corresponia a persones de 65 anys o més que vivien soles. El nombre mitjà de persones vivint en cada habitatge era de 2,39 i el nombre mitjà de persones que vivien en cada família era de 2,89.
Per edats la població es repartia de la següent manera: un 23,2% tenia menys de 18 anys, un 8,8% entre 18 i 24, un 25,5% entre 25 i 44, un 24,5% de 45 a 60 i un 18% 65 anys o més.
L'edat mediana era de 39 anys. Per cada 100 dones de 18 o més anys hi havia 88,2 homes.
La renda mediana per habitatge era de 30.104 $ i la renda mediana per família de 33.333 $. Els homes tenien una renda mediana de 29.844 $ mentre que les dones 14.196 $. La renda per capita de la població era de 14.453 $. Entorn del 13,1% de les famílies i el 14,4% de la població estaven per davall del llindar de pobresa.

## Poblacions més properes
El següent diagrama mostra les poblacions més properes.